# 黄兴公园

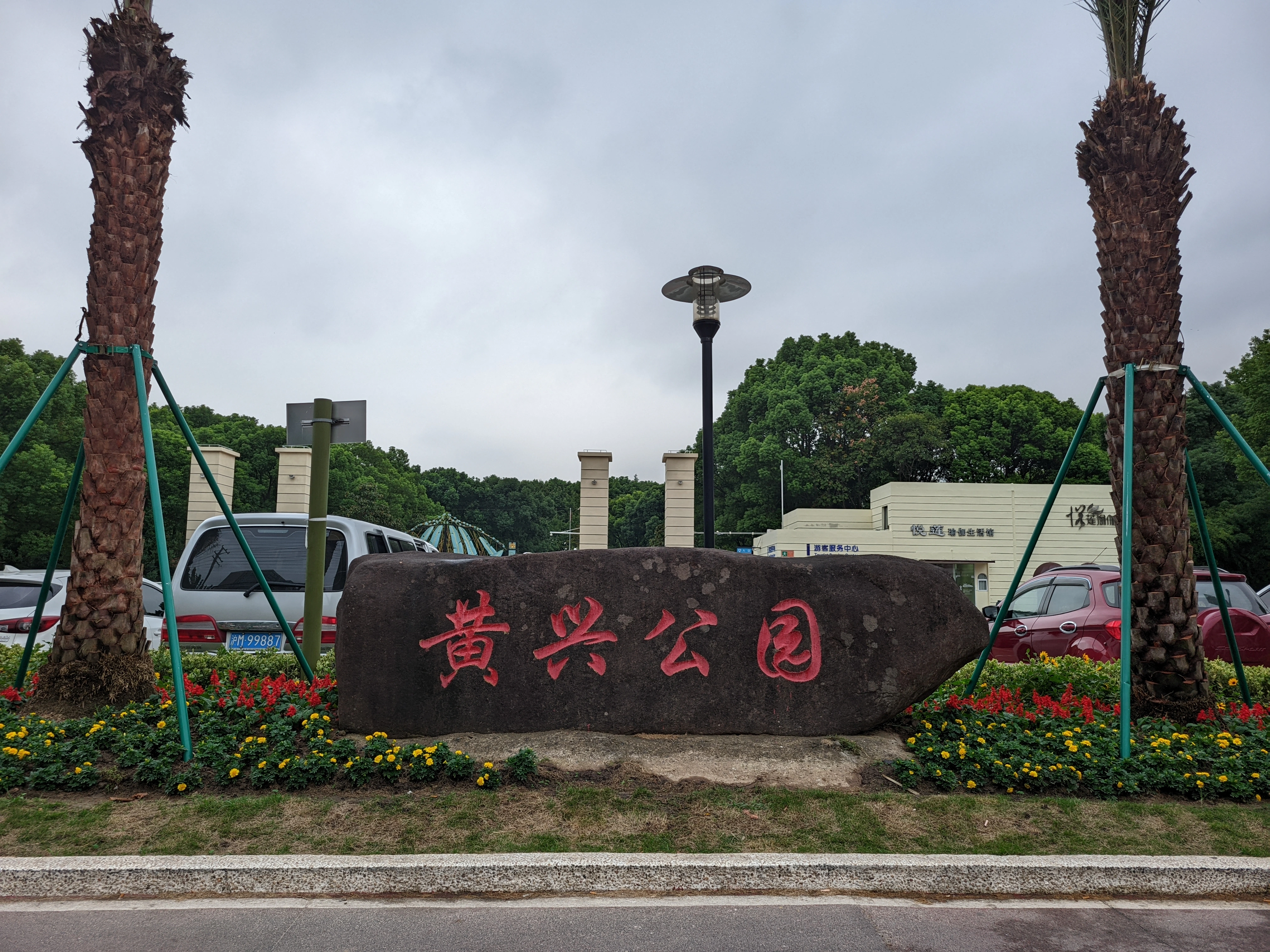
黄兴公园1号门

黄兴公园位於中国上海市杨浦区双阳北路59号，地處江湾五角场南端，占地62.4万平方米，分布在国顺东路南北两侧。公园於2001年6月1日竣工，以辛亥革命重要领袖黄兴的名字命名。

## 公园设计
公园设计立意是塑造都市“森林”，模拟自然山水，强调植物造景，营造具有自然山水品质的都市休闲性绿地。园内种有植物品种180余种。景点环绕占地8.7万平方米的浣纱湖布局，湖的四周或丘陵起伏、或缓坡伸入湖面、或平台广场绿水相连，景色秀丽迷人。公园三个出入口分布在东、西、北面。

## 主要景点
园区内主要景点有森林水景广场、浣纱湖、都市音符、森林舞曲、扇形大草坪、玉兰观赏区、亲水长廊观鱼区、水禽绿岛区、银杏言阵林、浅水湾、多面象形神石、藤本艺圃、北高山组合亭、叠桥柳堤、爱莲水屋等。
娱乐活动包括古城堡，碰碰车，火箭飞机，骑电马，海盗船等。